# Hyundai Stellar
El Hyundai Stellar  (Hangul: 현대 스텔라) fue un sedán de tamaño medio con tracción trasera, producido por la Hyundai Motor Company y diseñado por Giorgetto Giugiaro. Para su construcción fue utilizado el chasis del Ford Cortina #Mk V (1980-1982). Su lanzamiento tuvo lugar en julio de 1983. 

## Tecnología

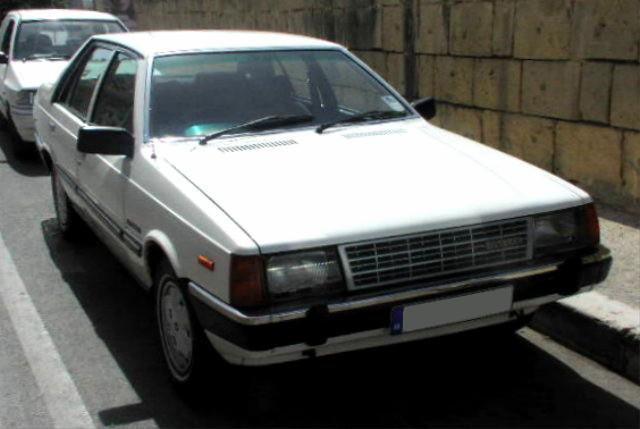
1985 Hyundai Stellar

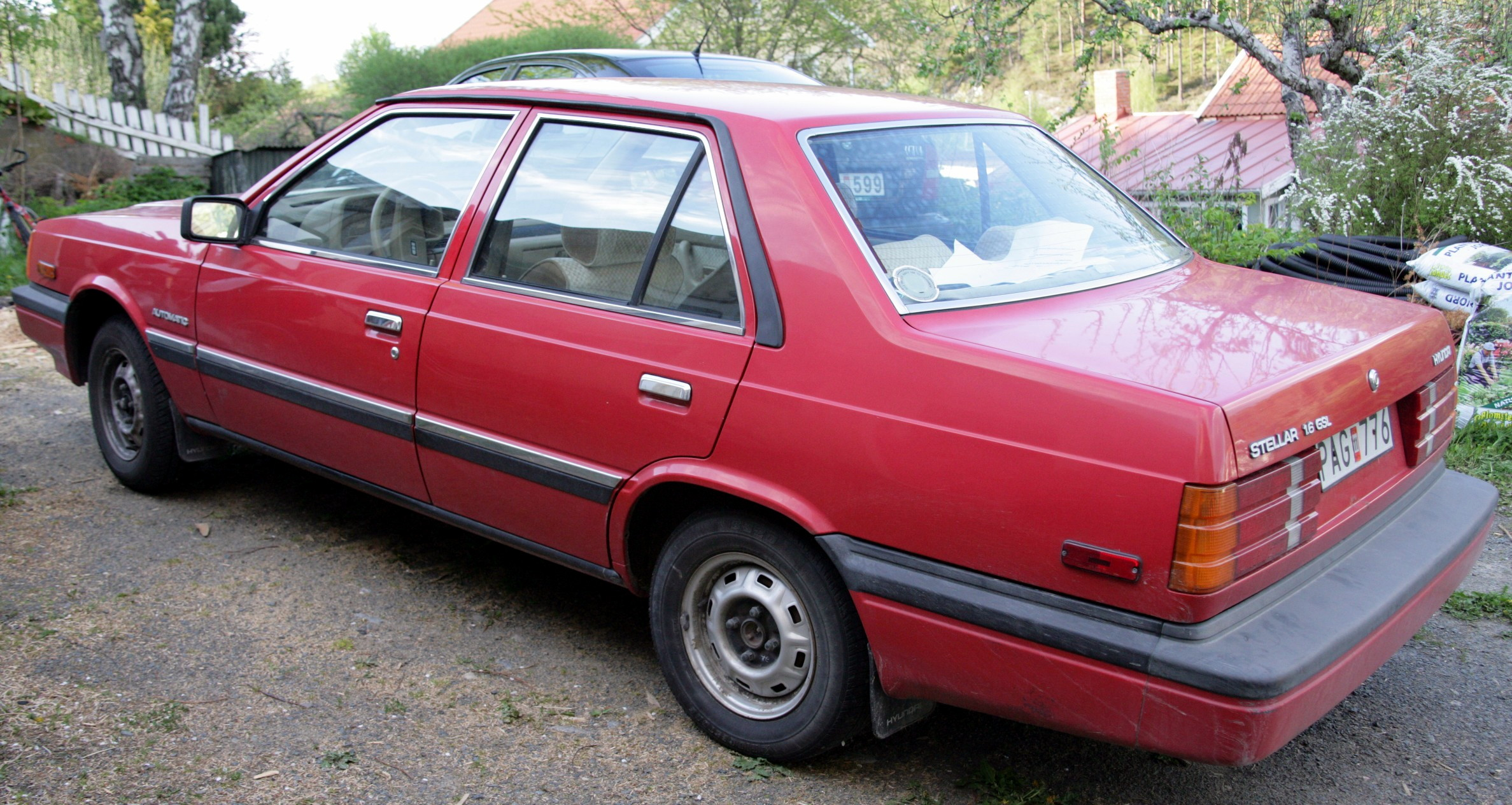
1986 Hyundai Stellar with larger bumpers (Europe).

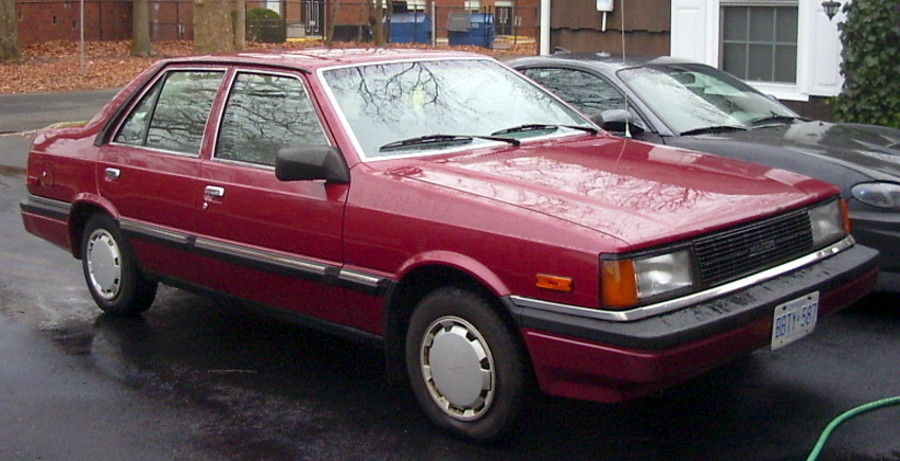
1987 Hyundai Stellar CXL (Canadá)

El motor y la transmisión del Stellar fueron desarrolladas por Mitsubishi Motors. Los motores disponibles eran 1.4 l (4 G 33) y 1.6 l (4 G 32) I4 s hasta 1986 (igual que el Hyundai Pony, mediante una KM119 de 5 velocidades de transmisión manual o un Borg-Warner automática de 3 velocidades  L 03-55), y uno de 2.0 l en 1987. Recortaron los niveles, incluidos L (base), GL/CL y GSL/CXL. GSL/CXL.
El Hyundai Stellar estaba equipado con una gran cantidad de extras: ventanas y espejos eléctricos, cierre centralizado, puerta de combustible remoto, sistema de sonido premium e instrumentación completa (indicador de velocidad, combustible, temperatura, voltios y presión del aceite). Se ofrecía la posibilidad de incluir aire acondicionado. Estos equipamientos eran muy inusuales en un vehículo de sus características en aquella época.
En 1987 se actualizó el estelar II (O estelar 2.0 en Canadá). Los cambios incluyeron: catalizador, nuevos instrumentos, motor 2.0 L Mitsubishi 4 G 63 —más grande, compartido con el Sonata de 1985-1987 (SOHC 2xBBL, ocho válvulas)— con retroalimentación del carburador, alternador de salida superior más grande, faros y luces traseras. La parte delantera con suspensión de doble horquilla fue cambiada por un diseño de MacPherson, incluyendo pinzas de freno más grandes y un eje de dos piezas. El Stellar ofrecía la posibilidad de elegir entre varios tipos de llantas de aleación de aluminio y fue equipado de forma estándar con neumáticos Michelin. El mismo año apareció la opción de instalar una transmisión automática (Borg Warner 03-71) con sobremarcha.
El Stellar no estuvo disponible en Estados Unidos debido a la estricta normativa de emisiones, pero sí en Canadá y en otros países. Además, se convirtió en el único sedán de cuatro cilindros impulsado por tracción trasera, reemplazando al Toyota Corolla (que pasó a tracción delantera) en 1984. Fue reemplazado en Canadá por el Hyundai Sonata en 1988. Además, junto con el Pony, fue uno de los últimos coches de tracción trasera de Hyundai en Estados Unidos hasta el 2009 (con la aparición del Hyundai Genesis).

## Modelos
- Prima (1983 ~ 1986)
- TX (1983 ~ 1993)
- FX (1983 ~ 1986)
- GX (1987 ~ 1992)
- GSL (1983 ~ 1986)
- SL (1983 ~ 1986)
- CXL (Canadá exportación limitada, 1984 ~ 1988)
- Apex (1987 ~ 1991)
- GXL (1987 ~ 1991)

## Principales especificaciones
- Longitud: 4556 mm (179,3 en)
- Anchura: 1716 mm (67,6 en)
- Altura: 1372 mm (54,0 en)
- Distancia entre ejes: 2579 mm (101,5 en)
- Frente pista: 1445 mm (56,89 en)
- Pista de trasero: 1425 mm (56,10 en)
- Reducir peso: 1000 kg (2204 lb)
- Bruta de peso: 1475 kg (3251 lb)
- Dimensiones de rueda: 13 x 4,5 en o 13 x 5,5 en
- Tipo dirección: cremallera
- Frente frenos: disco
- Trasera frenos: tambor